# Saison 2019-2020 du Thunder d'Oklahoma City
La saison 2019-2020 du Thunder d'Oklahoma City est la 53e saison de la franchise en National Basketball Association (NBA) et la 12e saison dans la ville d'Oklahoma City.
C'est la première fois, depuis 2007, que la franchise démarre une saison sans Russell Westbrook, transféré durant l'intersaison contre Chris Paul. Cet échange s'effectue à la suite du transfert de Paul George aux Clippers de Los Angeles, dans lequel le Thunder récupère Shai Gilgeous-Alexander et Danilo Gallinari. 
La saison a été suspendue par les officiels de la ligue après les matchs du 11 mars  après l'annonce que Rudy Gobert était positif au COVID-19. Le 12 mars 2020, le président de la ligue Adam Silver annonce que le championnat est arrêté pour "au moins 30 jours". La franchise reprend la saison régulière le 31 juillet 2020, à Orlando.
Lors des playoffs, le Thunder affronte Westbrook et James Harden, deux anciens pensionnaires de l'équipe évoluant aux Rockets de Houston, mais s'incline au bout de sept matchs au premier tour. À la suite de l'élimination, Billy Donovan est limogé de son poste d'entraîneur après 5 années à la tête de l'équipe.

## Draft
| Tour | Choix | Joueur         | Poste | Nationalité | Provenance          |
| ---- | ----- | -------------- | ----- | ----------- | ------------------- |
| 1    | 21    | Brandon Clarke | PF    | Canada      | Bulldogs de Gonzaga |

## Matchs

### Summer League
| Summer League Total: 4-1 |

| Match | Date match | Équipe       | Score        | Meilleur marqueur   | Meilleur rebondeur | Meilleur passeur        | Lieux Spectateurs    | Série |
| ----- | ---------- | ------------ | ------------ | ------------------- | ------------------ | ----------------------- | -------------------- | ----- |
| 1     | 6 juillet  | Utah         | D 66-78      | Hamidou Diallo (20) | Kevin Hervey (12)  | Trois joueurs (3)       | Cox Pavilion         | 0 - 1 |
| 2     | 8 juillet  | Philadelphie | V 84-81 (OT) | Kevin Hervey (17)   | Kevin Hervey (17)  | Jawun Evans (5)         | Cox Pavilion         | 1 - 1 |
| 3     | 9 juillet  | Croatie      | V 84-76      | Kevin Hervey (13)   | Bazley, Hervey (5) | Carrington, Evans (5)   | Thomas & Mack Center | 2 - 1 |
| 4     | 11 juillet | Portland     | V 92-87      | Kevin Hervey (20)   | Diallo, Hervey (7) | Khadeen Carrington (6)  | Cox Pavilion         | 3 - 1 |
| 5     | 12 juillet | Croatie      | V 69-68      | Devin Cannady (12)  | Darius Bazley (6)  | Khadeen Carrington (11) | Cox Pavilion         | 4 - 1 |

### Pré-saison
| Pré-saison Total: 2-2 (Domicile : 2-1; Extérieur : 0-1) |

| Match | Date match | Équipe               | Score     | Meilleur marqueur          | Meilleur rebondeur    | Meilleur passeur     | Lieux Spectateurs        | Série |
| ----- | ---------- | -------------------- | --------- | -------------------------- | --------------------- | -------------------- | ------------------------ | ----- |
| 1     | 8 octobre  | Dallas               | V 119-104 | Shai Gilgeous-A (24)       | Danilo Gallinari (9)  | Dennis Schröder (5)  | BOK Center               | 1 - 0 |
| 2     | 10 octobre | New Zealand Breakers | V 110-84  | Steven Adams (19)          | Steven Adams (10)     | Dennis Schröder (6)  | Chesapeake Energy Arena  | 2 - 0 |
| 3     | 14 octobre | @ Dallas             | D 70-107  | Gilgeous-A, Gallinari (16) | Shai Gilgeous-A (8)   | Dennis Schröder (8)  | American Airlines Center | 2 - 1 |
| 4     | 16 octobre | Memphis              | D 119-124 | Devon Hall (19)            | Danilo Gallinari (10) | Bazley, Schröder (6) | Chesapeake Energy Arena  | 2 - 2 |

### Matchs de préparation à Orlando avant la reprise de la saison régulière
| Matchs de préparation Total: 3-0 |

| Match | Date match | Équipe       | Score     | Meilleur marqueur              | Meilleur rebondeur | Meilleur passeur                 | Lieux                | Série |
| ----- | ---------- | ------------ | --------- | ------------------------------ | ------------------ | -------------------------------- | -------------------- | ----- |
| 1     | 24 juillet | Boston       | V 98-84   | Adams, Gilgeous-Alexander (17) | Adams, Bazley (7)  | Chris Paul (5)                   | Visa Athletic Center | 1 - 0 |
| 2     | 26 juillet | Philadelphie | V 102-97  | Shai Gilgeous-Alexander (16)   | Steven Adams (9)   | Shai Gilgeous-Alexander (5)      | HP Field House       | 2 - 0 |
| 3     | 28 juillet | Portland     | V 131-120 | Darius Bazley (20)             | Mike Muscala (6)   | Gilgeous-Alexander, Schröder (7) | Visa Athletic Center | 3 - 0 |

### Saison régulière
| Saison régulière Total: 44-28 (Domicile : 23-14; Extérieur : 21-14) |

| Match | Date match | Équipe       | Score     | Meilleur marqueur            | Meilleur rebondeur   | Meilleur passeur    | Lieux Spectateurs       | Série |
| ----- | ---------- | ------------ | --------- | ---------------------------- | -------------------- | ------------------- | ----------------------- | ----- |
| 1     | 23 octobre | @ Utah       | D 95-100  | Shai Gilgeous-Alexander (26) | Steven Adams (11)    | Dennis Schröder (4) | Vivint Smart Home Arena | 0 - 1 |
| 2     | 25 octobre | Washington   | D 85-97   | Shai Gilgeous-Alexander (28) | Steven Adams (14)    | Alexander, Paul (4) | Chesapeake Energy Arena | 0 - 2 |
| 3     | 27 octobre | Golden State | V 120-92  | Dennis Schröder (22)         | Adams, Alexander (9) | Dennis Schröder (6) | Chesapeake Energy Arena | 1 - 2 |
| 4     | 28 octobre | @ Houston    | D 112-116 | Dennis Schröder (22)         | Steven Adams (12)    | Dennis Schröder (7) | Toyota Center           | 1 - 3 |
| 5     | 30 octobre | Portland     | D 99-102  | Chris Paul (21)              | Nerlens Noel (14)    | Chris Paul (5)      | Chesapeake Energy Arena | 1 - 4 |

| Match | Date match  | Équipe              | Score          | Meilleur marqueur            | Meilleur rebondeur          | Meilleur passeur     | Lieux Spectateurs       | Série  |
| ----- | ----------- | ------------------- | -------------- | ---------------------------- | --------------------------- | -------------------- | ----------------------- | ------ |
| 6     | 2 novembre  | La Nouvelle-Orléans | V 115-104      | Shai Gilgeous-Alexander (23) | Dennis Schröder (9)         | Chris Paul (9)       | Chesapeake Energy Arena | 2 - 4  |
| 7     | 5 novembre  | Orlando             | V 102-94       | Shai Gilgeous-Alexander (24) | Steven Adams (11)           | Chris Paul (6)       | Chesapeake Energy Arena | 3 - 4  |
| 8     | 7 novembre  | @ San Antonio       | D 112-121      | Danilo Gallinari (27)        | Nerlens Noel (6)            | Dennis Schröder (9)  | AT&T Center             | 3 - 5  |
| 9     | 9 novembre  | Golden State        | V 114-108      | Danilo Gallinari (21)        | Steven Adams (8)            | Chris Paul (9)       | Chesapeake Energy Arena | 4 - 5  |
| 10    | 10 novembre | Milwaukee           | D 119-121      | Dennis Schröder (25)         | Danilo Gallinari (7)        | Alexander, Noel (6)  | Chesapeake Energy Arena | 4 - 6  |
| 11    | 12 novembre | @ Indiana           | D 85-111       | Danilo Gallinari (14)        | Alexander, Bazley (6)       | Chris Paul (8)       | Bankers Life Fieldhouse | 4 - 7  |
| 12    | 15 novembre | Philadelphie        | V 127-119 (OT) | Danilo Gallinari (28)        | Chris Paul (8)              | Chris Paul (5)       | Chesapeake Energy Arena | 5 - 7  |
| 13    | 18 novembre | @ L.A. Clippers     | D 88-90        | Chris Paul (22)              | Steven Adams (11)           | Steven Adams (6)     | Staples Center          | 5 - 8  |
| 14    | 19 novembre | @ L.A. Lakers       | D 107-112      | Dennis Schröder (31)         | Nerlens Noel (8)            | Chris Paul (10)      | Staples Center          | 5 - 9  |
| 15    | 22 novembre | L.A. Lakers         | D 127-130      | Shai Gilgeous-Alexander (24) | Shai Gilgeous-Alexander (7) | Chris Paul (7)       | Chesapeake Energy Arena | 5 - 10 |
| 16    | 25 novembre | @ Golden State      | V 100-97       | Dennis Schröder (22)         | Steven Adams (10)           | Danilo Gallinari (6) | Chase Center            | 6 - 10 |
| 17    | 27 novembre | @ Portland          | D 119-136      | Abdel Nader (23)             | Adams, Burton (6)           | Alexander, Paul (5)  | Moda Center             | 6 - 11 |
| 18    | 29 novembre | La Nouvelle-Orléans | V 109-104      | Dennis Schröder (25)         | Steven Adams (12)           | Dennis Schröder (7)  | Chesapeake Energy Arena | 7 - 11 |

| Match | Date match   | Équipe                | Score          | Meilleur marqueur            | Meilleur rebondeur    | Meilleur passeur    | Lieux Spectateurs       | Série   |
| ----- | ------------ | --------------------- | -------------- | ---------------------------- | --------------------- | ------------------- | ----------------------- | ------- |
| 19    | 1er décembre | @ La Nouvelle-Orléans | V 107-104      | Danilo Gallinari (23)        | Danilo Gallinari (11) | Chris Paul (8)      | Smoothie King Center    | 8 - 11  |
| 20    | 4 décembre   | Indiana               | D 100-107      | Steven Adams (20)            | Steven Adams (9)      | Chris Paul (10)     | Chesapeake Energy Arena | 8 - 12  |
| 21    | 6 décembre   | Minnesota             | V 139-127 (OT) | Chris Paul (30)              | Steven Adams (11)     | Chris Paul (7)      | Chesapeake Energy Arena | 9 - 12  |
| 22    | 8 décembre   | @ Portland            | V 108-96       | Alexander, Schröder (21)     | Nerlens Noel (12)     | Steven Adams (4)    | Moda Center             | 10 - 12 |
| 23    | 9 décembre   | @ Utah                | V 104-90       | Dennis Schröder (27)         | Steven Adams (13)     | Chris Paul (7)      | Vivint Smart Home Arena | 11 - 12 |
| 24    | 11 décembre  | @ Sacramento          | D 93-94        | Dennis Schröder (17)         | Steven Adams (11)     | Chris Paul (12)     | Golden 1 Center         | 11 - 13 |
| 25    | 14 décembre  | @ Denver              | D 102-110      | Dennis Schröder (22)         | Steven Adams (14)     | Chris Paul (10)     | Pepsi Center            | 11 - 14 |
| 26    | 16 décembre  | Chicago               | V 109-106      | Chris Paul (30)              | Steven Adams (11)     | Chris Paul (8)      | Chesapeake Energy Arena | 12 - 14 |
| 27    | 18 décembre  | Memphis               | V 126-122      | Dennis Schröder (31)         | Steven Adams (10)     | Dennis Schröder (7) | Chesapeake Energy Arena | 13 - 14 |
| 28    | 20 décembre  | Phoenix               | V 126-108      | Shai Gilgeous-Alexander (32) | Adams, Schröder (9)   | Chris Paul (7)      | Chesapeake Energy Arena | 14 - 14 |
| 29    | 22 décembre  | L.A. Clippers         | V 118-112      | Shai Gilgeous-Alexander (32) | Steven Adams (17)     | Paul, Schröder (6)  | Chesapeake Energy Arena | 15 - 14 |
| 30    | 26 décembre  | Memphis               | D 97-110       | Chris Paul (23)              | Adams, Paul (6)       | Chris Paul (11)     | Chesapeake Energy Arena | 15 - 15 |
| 31    | 27 décembre  | @ Charlotte           | V 104-102 (OT) | Shai Gilgeous-Alexander (27) | Steven Adams (12)     | Chris Paul (6)      | Spectrum Center         | 16 - 15 |
| 32    | 29 décembre  | @ Toronto             | V 98-97        | Shai Gilgeous-Alexander (32) | Chris Paul (11)       | Chris Paul (8)      | Scotiabank Arena        | 17 - 15 |
| 33    | 31 décembre  | Dallas                | V 106-101      | Gallinari, Schröder (20)     | Nerlens Noel (12)     | Chris Paul (7)      | Chesapeake Energy Arena | 18 - 15 |

| Match | Date match | Équipe         | Score          | Meilleur marqueur            | Meilleur rebondeur           | Meilleur passeur             | Lieux Spectateurs          | Série   |
| ----- | ---------- | -------------- | -------------- | ---------------------------- | ---------------------------- | ---------------------------- | -------------------------- | ------- |
| 34    | 2 janvier  | @ San Antonio  | V 109-103      | Shai Gilgeous-Alexander (25) | Steven Adams (9)             | Alexander, Paul (5)          | AT&T Center                | 19 - 15 |
| 35    | 4 janvier  | @ Cleveland    | V 121-106      | Dennis Schröder (22)         | Steven Adams (16)            | Chris Paul (10)              | Rocket Mortgage FieldHouse | 20 - 15 |
| 36    | 6 janvier  | @ Philadelphie | D 113-120      | Steven Adams (24)            | Steven Adams (15)            | Chris Paul (6)               | Wells Fargo Center         | 20 - 16 |
| 37    | 7 janvier  | @ Brooklyn     | V 111-103 (OT) | Chris Paul (28)              | Steven Adams (18)            | Dennis Schröder (5)          | Barclays Center            | 21 - 16 |
| 38    | 9 janvier  | Houston        | V 113-92       | Danilo Gallinari (23)        | Danilo Gallinari (11)        | Chris Paul (5)               | Chesapeake Energy Arena    | 22 - 16 |
| 39    | 11 janvier | L.A. Lakers    | D 110-125      | Alexander, Gallinari (24)    | Adams, Alexander (8)         | Chris Paul (8)               | Chesapeake Energy Arena    | 22 - 17 |
| 40    | 13 janvier | @ Minnesota    | V 117-104      | Danilo Gallinari (30)        | Shai Gilgeous-Alexander (20) | Shai Gilgeous-Alexander (10) | Target Center              | 23 - 17 |
| 41    | 15 janvier | Toronto        | D 121-130      | Dennis Schröder (25)         | Shai Gilgeous-Alexander (6)  | Chris Paul (11)              | Chesapeake Energy Arena    | 23 - 18 |
| 42    | 17 janvier | Miami          | D 108-115      | Danilo Gallinari (27)        | Dennis Schröder (7)          | Alexander, Schröder (8)      | Chesapeake Energy Arena    | 23 - 19 |
| 43    | 18 janvier | Portland       | V 119-106      | Chris Paul (30)              | Darius Bazley (13)           | Chris Paul (7)               | Chesapeake Energy Arena    | 24 - 19 |
| 44    | 20 janvier | @ Houston      | V 112-107      | Chris Paul (28)              | Danilo Gallinari (13)        | Dennis Schröder (4)          | Toyota Center              | 25 - 19 |
| 45    | 22 janvier | @ Orlando      | V 120-114      | Dennis Schröder (31)         | Shai Gilgeous-Alexander (12) | Dennis Schröder (9)          | Amway Center               | 26 - 19 |
| 46    | 24 janvier | Atlanta        | V 140-111      | Danilo Gallinari (25)        | Hamidou Diallo (9)           | Dennis Schröder (8)          | Chesapeake Energy Arena    | 27 - 19 |
| 47    | 25 janvier | @ Minnesota    | V 113-104      | Dennis Schröder (26)         | Hamidou Diallo (10)          | Chris Paul (10)              | Target Center              | 28 - 19 |
| 48    | 27 janvier | Dallas         | D 97-107       | Dennis Schröder (21)         | Shai Gilgeous-Alexander (11) | Gallinari, Schröder (6)      | Chesapeake Energy Arena    | 28 - 20 |
| 49    | 29 janvier | @ Sacramento   | V 120-100      | Dennis Schröder (24)         | Steven Adams (8)             | Chris Paul (10)              | Golden 1 Center            | 29 - 20 |
| 50    | 31 janvier | @ Phoenix      | V 111-107      | Danilo Gallinari (27)        | Shai Gilgeous-Alexander (9)  | Chris Paul (10)              | Talking Stick Resort Arena | 30 - 20 |

| Match                  | Date match | Équipe                | Score     | Meilleur marqueur            | Meilleur rebondeur           | Meilleur passeur            | Lieux Spectateurs       | Série   |
| ---------------------- | ---------- | --------------------- | --------- | ---------------------------- | ---------------------------- | --------------------------- | ----------------------- | ------- |
| 51                     | 5 février  | Cleveland             | V 109-103 | Dennis Schröder (30)         | Shai Gilgeous-Alexander (10) | Chris Paul (7)              | Chesapeake Energy Arena | 31 - 20 |
| 52                     | 7 février  | Détroit               | V 108-101 | Chris Paul (22)              | Danilo Gallinari (9)         | Chris Paul (7)              | Chesapeake Energy Arena | 32 - 20 |
| 53                     | 9 février  | Boston                | D 111-112 | Alexander, Gallinari (24)    | Steven Adams (11)            | Chris Paul (5)              | Chesapeake Energy Arena | 32 - 21 |
| 54                     | 11 février | San Antonio           | D 106-114 | Chris Paul (31)              | Steven Adams (10)            | Chris Paul (7)              | Chesapeake Energy Arena | 32 - 22 |
| 55                     | 13 février | @ La Nouvelle-Orléans | V 123-118 | Danilo Gallinari (29)        | Steven Adams (11)            | Chris Paul (12)             | Smoothie King Center    | 33 - 22 |
| NBA All-Star Game 2020 |            |                       |           |                              |                              |                             |                         |         |
| 56                     | 21 février | Denver                | V 113-101 | Chris Paul (29)              | Steven Adams (17)            | Shai Gilgeous-Alexander (9) | Chesapeake Energy Arena | 34 - 22 |
| 57                     | 23 février | San Antonio           | V 131-103 | Shai Gilgeous-Alexander (22) | Steven Adams (14)            | Chris Paul (10)             | Chesapeake Energy Arena | 35 - 22 |
| 58                     | 25 février | @ Chicago             | V 124-122 | Danilo Gallinari (24)        | Shai Gilgeous-Alexander (11) | Chris Paul (9)              | United Center           | 36 - 22 |
| 59                     | 27 février | Sacramento            | V 112-108 | Danilo Gallinari (24)        | Adams, Noel (7)              | Paul, Schröder (7)          | Chesapeake Energy Arena | 37 - 22 |
| 60                     | 28 février | @ Milwaukee           | D 86-133  | Chris Paul (18)              | Steven Adams (7)             | Chris Paul (5)              | Fiserv Forum            | 37 - 23 |

| Match | Date match | Équipe        | Score     | Meilleur marqueur            | Meilleur rebondeur   | Meilleur passeur    | Lieux Spectateurs       | Série   |
| ----- | ---------- | ------------- | --------- | ---------------------------- | -------------------- | ------------------- | ----------------------- | ------- |
| 61    | 3 mars     | L.A. Clippers | D 94-109  | Dennis Schröder (24)         | Steven Adams (10)    | Chris Paul (7)      | Chesapeake Energy Arena | 37 - 24 |
| 62    | 4 mars     | @ Détroit     | V 114-107 | Shai Gilgeous-Alexander (27) | Adams, Gallinari (7) | Dennis Schröder (9) | Little Caesars Arena    | 38 - 24 |
| 63    | 6 mars     | @ New York    | V 126-103 | Danilo Gallinari (22)        | Steven Adams (11)    | Chris Paul (12)     | Madison Square Garden   | 39 - 24 |
| 64    | 8 mars     | @ Boston      | V 105-104 | Chris Paul (28)              | Nerlens Noel (9)     | Chris Paul (7)      | TD Garden               | 40 - 24 |

| Match | Date match | Équipe          | Score | Meilleur marqueur | Meilleur rebondeur | Meilleur passeur | Lieux Spectateurs        | Série |
| ----- | ---------- | --------------- | ----- | ----------------- | ------------------ | ---------------- | ------------------------ | ----- |
| -     | Annulé     | Utah            |       |                   |                    |                  | Chesapeake Energy Arena  | -     |
| -     | Annulé     | Minnesota       |       |                   |                    |                  | Chesapeake Energy Arena  | -     |
| -     | Annulé     | @ Washington    |       |                   |                    |                  | Capital One Arena        | -     |
| -     | Annulé     | @ Memphis       |       |                   |                    |                  | FedExForum               | -     |
| -     | Annulé     | @ Atlanta       |       |                   |                    |                  | State Farm Arena         | -     |
| -     | Annulé     | Denver          |       |                   |                    |                  | Chesapeake Energy Arena  | -     |
| -     | Annulé     | @ Miami         |       |                   |                    |                  | American Airlines Arena  | -     |
| -     | Annulé     | Charlotte       |       |                   |                    |                  | Chesapeake Energy Arena  | -     |
| -     | Annulé     | @ Golden State  |       |                   |                    |                  | Chase Center             | -     |
| -     | Annulé     | @ Denver        |       |                   |                    |                  | Pepsi Center             | -     |
| -     | Annulé     | Phoenix         |       |                   |                    |                  | Chesapeake Energy Arena  | -     |
| -     | Annulé     | @ L.A. Clippers |       |                   |                    |                  | Staples Center           | -     |
| -     | Annulé     | @ L.A. Lakers   |       |                   |                    |                  | Staples Center           | -     |
| -     | Annulé     | Brooklyn        |       |                   |                    |                  | Chesapeake Energy Arena  | -     |
| -     | Annulé     | New York        |       |                   |                    |                  | Chesapeake Energy Arena  | -     |
| -     | Annulé     | @ Memphis       |       |                   |                    |                  | FedExForum               | -     |
| -     | Annulé     | Utah            |       |                   |                    |                  | Chesapeake Energy Arena  | -     |
| -     | Annulé     | @ Dallas        |       |                   |                    |                  | American Airlines Center | -     |

| Match | Date match | Équipe          | Score          | Meilleur marqueur            | Meilleur rebondeur  | Meilleur passeur      | Lieux Spectateurs    | Série   |
| ----- | ---------- | --------------- | -------------- | ---------------------------- | ------------------- | --------------------- | -------------------- | ------- |
| 65    | 1er août   | Utah            | V 110-94       | Shai Gilgeous-Alexander (19) | Steven Adams (11)   | Chris Paul (7)        | AdventHealth Arena   | 41 - 24 |
| 66    | 3 août     | Denver          | D 113-121 (OT) | Shai Gilgeous-Alexander (24) | Steven Adams (10)   | Chris Paul (8)        | AdventHealth Arena   | 41 - 25 |
| 67    | 5 août     | @ L.A. Lakers   | V 105-86       | Chris Paul (21)              | Quatre joueurs (7)  | Chris Paul (6)        | The Field House      | 42 - 25 |
| 68    | 7 août     | @ Memphis       | D 92-121       | Chris Paul (17)              | Hamidou Diallo (8)  | Chris Paul (5)        | VISA Athletic Center | 42 - 26 |
| 69    | 9 août     | Washington      | V 121-103      | Darius Bazley (23)           | Luguentz Dort (10)  | Chris Paul (9)        | AdventHealth Arena   | 43 - 26 |
| 70    | 10 août    | @ Phoenix       | D 101-128      | Darius Bazley (22)           | Darius Bazley (10)  | Chris Paul (7)        | The Field House      | 43 - 27 |
| 71    | 12 août    | Miami           | V 116-115      | Darius Bazley (21)           | Darius Bazley (9)   | Terrance Ferguson (5) | VISA Athletic Center | 44 - 27 |
| 72    | 14 août    | @ L.A. Clippers | V 103-107 (OT) | Hamidou Diallo (27)          | Hamidou Diallo (11) | Deonte Burton (5)     | The Field House      | 44 - 28 |

### Playoffs
| Playoffs Total: 3-4 (Domicile : 3-0; Extérieur : 0-4) |

| Match | Date match  | Équipe    | Score          | Meilleur marqueur            | Meilleur rebondeur           | Meilleur passeur            | Lieux              | Série |
| ----- | ----------- | --------- | -------------- | ---------------------------- | ---------------------------- | --------------------------- | ------------------ | ----- |
| 1     | 18 août     | @ Houston | D 108-123      | Danilo Gallinari (29)        | Steven Adams (12)            | Chris Paul (9)              | The Field House    | 0 - 1 |
| 2     | 20 août     | @ Houston | D 98-111       | Shai Gilgeous-Alexander (31) | Steven Adams (11)            | Dennis Schröder (5)         | AdventHealth Arena | 0 - 2 |
| 3     | 22 août     | Houston   | V 119-107 (OT) | Dennis Schröder (29)         | Steven Adams (13)            | Shai Gilgeous-Alexander (6) | The Field House    | 1 - 2 |
| 4     | 24 août     | Houston   | V 117-114      | Dennis Schröder (30)         | Shai Gilgeous-Alexander (12) | Shai Gilgeous-Alexander (6) | The Field House    | 2 - 2 |
| 5     | 29 août     | @ Houston | D 80-114       | Dennis Schröder (19)         | Steven Adams (14)            | Shai Gilgeous-Alexander (4) | The Field House    | 2 - 3 |
| 6     | 31 août     | Houston   | V 104-100      | Chris Paul (28)              | Steven Adams (14)            | Shai Gilgeous-Alexander (6) | AdventHealth Arena | 3 - 3 |
| 7     | 2 septembre | @ Houston | D 102-104      | Luguentz Dort (30)           | Chris Paul (11)              | Chris Paul (12)             | AdventHealth Arena | 3 - 4 |

### Confrontations en saison régulière
| Conférence Est      | Conférence Est                              | Conférence Est                              | Conférence Ouest                            | Conférence Ouest                            | Conférence Ouest                            | Conférence Ouest                            | Conférence Ouest                            |
| Division Atlantique | Division Atlantique                         | Division Atlantique                         | Division Nord-Ouest                         | Division Nord-Ouest                         | Division Nord-Ouest                         | Division Nord-Ouest                         | Division Nord-Ouest                         |
| Équipe              | Domicile                                    | Extérieur                                   | Équipe                                      | Domicile                                    | Domicile                                    | Extérieur                                   | Extérieur                                   |
| ------------------- | ------------------------------------------- | ------------------------------------------- | ------------------------------------------- | ------------------------------------------- | ------------------------------------------- | ------------------------------------------- | ------------------------------------------- |
| Boston              | 111-112                                     | 105-104                                     | Denver                                      | 113-101                                     |                                             | 102-110                                     |                                             |
| Brooklyn            |                                             | 111-103 (OT)                                | Minnesota                                   | 139-127 (OT)                                |                                             | 117-104                                     | 113-104                                     |
| New York            |                                             | 126-103                                     |                                             |                                             |                                             |                                             |                                             |
| Philadelphie        | 127-119 (OT)                                | 113-120                                     | Portland                                    | 99-102                                      | 119-106                                     | 119-136                                     | 108-96                                      |
| Toronto             | 121-130                                     | 98-97                                       | Utah                                        |                                             |                                             | 95-100                                      | 104-90                                      |
| Matchs à Orlando    |                                             |                                             |                                             |                                             |                                             |                                             |                                             |
|                     |                                             |                                             | Denver                                      | 113-121 (OT)                                |                                             |                                             |                                             |
|                     |                                             |                                             | Utah                                        | 110-94                                      |                                             |                                             |                                             |
|                     | 1–2                                         | 4–1                                         |                                             | 4–2                                         | 4–2                                         | 4–3                                         | 4–3                                         |
| Division            | 5–3                                         | 5–3                                         | Division                                    | 8–5                                         | 8–5                                         | 8–5                                         | 8–5                                         |
| Division Centrale   | Division Centrale                           | Division Centrale                           | Division Pacifique                          | Division Pacifique                          | Division Pacifique                          | Division Pacifique                          | Division Pacifique                          |
| Équipe              | Domicile                                    | Extérieur                                   | Équipe                                      | Domicile                                    | Domicile                                    | Extérieur                                   | Extérieur                                   |
| Chicago             | 109-106                                     | 124-122                                     | Golden State                                | 120-92                                      | 114-108                                     | 100-97                                      |                                             |
| Cleveland           | 109-103                                     | 121-106                                     | L.A. Clippers                               | 118-112                                     | 94-109                                      | 88-90                                       |                                             |
| Detroit             | 108-101                                     | 114-107                                     | L.A. Lakers                                 | 127-130                                     | 110-125                                     | 107-112                                     |                                             |
| Indiana             | 100-107                                     | 85-111                                      | Phoenix                                     | 126-108                                     |                                             | 111-107                                     |                                             |
| Milwaukee           | 119-121                                     | 86-133                                      | Sacramento                                  | 112-108                                     |                                             | 93-94                                       | 120-100                                     |
| Matchs à Orlando    |                                             |                                             |                                             |                                             |                                             |                                             |                                             |
|                     |                                             |                                             | L.A. Clippers                               |                                             |                                             | 103-107 (OT)                                |                                             |
|                     |                                             |                                             | L.A. Lakers                                 |                                             |                                             | 105-86                                      |                                             |
|                     |                                             |                                             | Phoenix                                     |                                             |                                             | 101-128                                     |                                             |
|                     | 3–2                                         | 3–2                                         |                                             | 5–3                                         | 5–3                                         | 4–5                                         | 4–5                                         |
| Division            | 6–4                                         | 6–4                                         | Division                                    | 9–8                                         | 9–8                                         | 9–8                                         | 9–8                                         |
| Division Sud-Est    | Division Sud-Est                            | Division Sud-Est                            | Division Sud-Ouest                          | Division Sud-Ouest                          | Division Sud-Ouest                          | Division Sud-Ouest                          | Division Sud-Ouest                          |
| Équipe              | Domicile                                    | Extérieur                                   | Équipe                                      | Domicile                                    | Domicile                                    | Extérieur                                   | Extérieur                                   |
| Atlanta             | 140-111                                     |                                             | Dallas                                      | 106-101                                     | 97-107                                      |                                             |                                             |
| Charlotte           |                                             | 104-102 (OT)                                | Houston                                     | 113-92                                      |                                             | 112-116                                     | 112-107                                     |
| Miami               | 108-115                                     |                                             | Memphis                                     | 126-122                                     | 97-110                                      |                                             |                                             |
| Orlando             | 102-94                                      | 120-114                                     | New Orleans                                 | 115-104                                     | 109-104                                     | 107-104                                     | 123-118                                     |
| Washington          | 85-97                                       |                                             | San Antonio                                 | 106-114                                     | 131-103                                     | 112-121                                     | 109-103                                     |
| Matchs à Orlando    |                                             |                                             |                                             |                                             |                                             |                                             |                                             |
| Miami               | 116-115                                     |                                             | Memphis                                     |                                             |                                             | 92-121                                      |                                             |
| Washington          | 121-103                                     |                                             |                                             |                                             |                                             |                                             |                                             |
|                     | 4–2                                         | 1–0                                         |                                             | 6–3                                         | 6–3                                         | 5–3                                         | 5–3                                         |
| Division            | 5–2                                         | 5–2                                         | Division                                    | 11–6                                        | 11–6                                        | 11–6                                        | 11–6                                        |
| Conférence          | 16–9 (Domicile : 8–6; Extérieur : 8–3)      | 16–9 (Domicile : 8–6; Extérieur : 8–3)      | Conférence                                  | 28–19 (Domicile : 15–8; Extérieur : 13–11)  | 28–19 (Domicile : 15–8; Extérieur : 13–11)  | 28–19 (Domicile : 15–8; Extérieur : 13–11)  | 28–19 (Domicile : 15–8; Extérieur : 13–11)  |
| Total               | 44–28 (Domicile : 23–14; Extérieur : 21–14) | 44–28 (Domicile : 23–14; Extérieur : 21–14) | 44–28 (Domicile : 23–14; Extérieur : 21–14) | 44–28 (Domicile : 23–14; Extérieur : 21–14) | 44–28 (Domicile : 23–14; Extérieur : 21–14) | 44–28 (Domicile : 23–14; Extérieur : 21–14) | 44–28 (Domicile : 23–14; Extérieur : 21–14) |

## Classements de la saison régulière
| Conférence Ouest | Conférence Ouest                | Conférence Ouest | Conférence Ouest | Conférence Ouest | Conférence Ouest | Conférence Ouest | Conférence Ouest |
| No               | Franchise                       | Vic.             | Def.             | MJ               | V/D              | GB               |                  |
| ---------------- | ------------------------------- | ---------------- | ---------------- | ---------------- | ---------------- | ---------------- | ---------------- |
| 1                | Lakers de Los Angeles           | 52               | 19               | 71               | .732             | –                |                  |
| 2                | Clippers de Los Angeles         | 49               | 23               | 72               | .681             | 3.5              |                  |
| 3                | Nuggets de Denver               | 46               | 27               | 73               | .630             | 7                |                  |
| 4                | Rockets de Houston              | 44               | 28               | 72               | .611             | 8.5              |                  |
| 5                | Thunder d'Oklahoma City         | 44               | 28               | 72               | .611             | 8.5              |                  |
| 6                | Jazz de l'Utah                  | 44               | 28               | 72               | .611             | 8.5              |                  |
| 7                | Mavericks de Dallas             | 43               | 32               | 75               | .573             | 11               |                  |
| 8                | Trail Blazers de Portland (PI)  | 35               | 39               | 74               | .473             | 18.5             |                  |
|                  |                                 |                  |                  |                  |                  |                  |                  |
| 9                | Grizzlies de Memphis (PI)       | 34               | 39               | 73               | .466             | 19               |                  |
| 10               | Suns de Phoenix                 | 34               | 39               | 73               | .466             | 19               |                  |
| 11               | Spurs de San Antonio            | 32               | 39               | 71               | .451             | 20               |                  |
| 12               | Kings de Sacramento             | 31               | 41               | 72               | .431             | 21.5             |                  |
| 13               | Pelicans de La Nouvelle-Orléans | 30               | 42               | 72               | .417             | 22.5             |                  |
| 14               | Timberwolves du Minnesota       | 19               | 45               | 64               | .297             | 29.5             |                  |
| 15               | Warriors de Golden State        | 15               | 50               | 65               | .231             | 34               |                  |

| Division Nord-Ouest       | V  | D  | MJ | V/D  | GB   | Dom   | Ext   | Div  |
| ------------------------- | -- | -- | -- | ---- | ---- | ----- | ----- | ---- |
| Nuggets de Denver         | 46 | 27 | 73 | .630 | –    | 26–11 | 20–16 | 12–2 |
| Thunder d'Oklahoma City   | 44 | 28 | 72 | .611 | 1.5  | 23–14 | 21–14 | 8–5  |
| Jazz de l'Utah            | 44 | 28 | 72 | .611 | 1.5  | 23–12 | 21–16 | 5–7  |
| Trail Blazers de Portland | 35 | 39 | 74 | .473 | 11.5 | 21–15 | 14–24 | 5–8  |
| Timberwolves du Minnesota | 19 | 45 | 64 | .297 | 22.5 | 8–24  | 11–21 | 2–10 |

## Effectif

### Effectif actuel
| Oklahoma City Thunder Effectif en fin de saison                |    |                                |                         |                       |
| Entraîneur : Billy Donovan                                     |    |                                |                         |                       |
| Pivot                                                          | 12 | Drapeau de la Nouvelle-Zélande | Steven Adams            | Pittsburgh            |
| Ailier fort                                                    | 7  | Drapeau des États-Unis         | Darius Bazley (R)       | Princeton High School |
| Arrière                                                        | 30 | Drapeau des États-Unis         | Deonte Burton           | Iowa State            |
| Arrière / Ailier                                               | 6  | Drapeau des États-Unis         | Hamidou Diallo          | Kentucky              |
| Meneur / Arrière                                               | 5  | Drapeau du Canada              | Luguentz Dort (R)       | Arizona State         |
| Arrière / Ailier                                               | 23 | Drapeau des États-Unis         | Terrance Ferguson       | Adelaide 36ers        |
| Ailier / Ailier fort                                           | 8  | Drapeau de l'Italie            | Danilo Gallinari        | Olimpia Milan         |
| Meneur / Arrière / Ailier                                      | 2  | Drapeau du Canada              | Shai Gilgeous-Alexander | Kentucky              |
| Arrière                                                        | 14 | Drapeau des États-Unis         | Devon Hall (R) (TW)     | Virginia              |
| Ailier fort                                                    | 15 | Drapeau des États-Unis         | Kevin Hervey (R) (TW)   | Texas-Arlington       |
| Ailier fort / Pivot                                            | 33 | Drapeau des États-Unis         | Mike Muscala            | Bucknell              |
| Ailier                                                         | 11 | /                              | Abdel Nader             | Iowa State            |
| Pivot                                                          | 9  | Drapeau des États-Unis         | Nerlens Noel            | Kentucky              |
| Meneur                                                         | 3  | Drapeau des États-Unis         | Chris Paul              | Wake Forest           |
| Arrière / Ailier                                               | 21 | Drapeau des États-Unis         | André Roberson          | Colorado              |
| Ailier / Ailier fort                                           | 22 | Drapeau des États-Unis         | Isaiah Roby (R)         | Nebraska              |
| Meneur                                                         | 17 | Drapeau de l'Allemagne         | Dennis Schröder         | Braunschweig          |
| (C) - Capitaine, (R) - Rookie, (TW) - Two-way contract, Blessé |    |                                |                         |                       |

## Récompenses durant la saison
Récapitulatif des récompenses obtenues par les joueurs de l'équipe durant la saison.
| Date                      | Joueur                  | Récompense                                    |
| ------------------------- | ----------------------- | --------------------------------------------- |
| 16 décembre - 22 décembre | Dennis Schröder         | Joueur de la semaine dans la conférence Ouest |
| Décembre                  | Billy Donovan           | Entraîneur du mois de la conférence Ouest     |
| 14 février                | Shai Gilgeous-Alexander | ☆ Rising Stars Challenge - Team World ☆       |
| 16 février                | Chris Paul              | ☆ All-Star 2020 ☆                             |
| 16 septembre              | Chris Paul              | All-NBA Second Team                           |

## Transactions
Le détail des différents contrats signés par l'équipe est disponible dans la section supérieure des contrats des joueurs, avec les montants des salaires.

### Échanges
| Juillet    | Juillet | Juillet                                                                | Juillet |
| ---------- | --- | ---------------------------------------------------------------------- | ------- |
| 6 juillet  | Vers le Thunder d'Oklahoma City - Droits sur Darius Bazley (#23) - Second tour de draft 2024 | Vers les Grizzlies de Memphis - Droits sur Brandon Clarke (#21)        | [ 6 ]   |
| 8 juillet  | Vers le Thunder d'Oklahoma City - Premier tour de draft 2020 (protégé) | Vers les Nuggets de Denver - Jerami Grant                              | [ 7 ]   |
| 9 juillet  | Vers le Thunder d'Oklahoma City - Danilo Gallinari - Shai Gilgeous-Alexander - Premier tour de draft 2021 (de Miami) - Premier tour de draft 2022 (des Clippers) - Premier tour de draft 2023 protégé (de Miami) - Premier tour de draft 2024 (des Clippers) - Premier tour de draft 2026 (des Clippers) - Droit d'échanger les premiers choix de draft en 2023 et 2025 | Vers les Clippers de Los Angeles - Paul George                         | [ 8 ]   |
| 16 juillet | Vers le Thunder d'Oklahoma City - Chris Paul - Premier tour de draft 2024 - Premier tour de draft 2026 - Droit d'échanger les premiers choix de draft en 2021 et 2025 | Vers les Rockets de Houston - Russell Westbrook                        | [ 9 ]   |
| Janvier    | |                                                                        |         |
| 24 janvier | Vers le Thunder d'Oklahoma City - Isaiah Roby | Vers les Mavericks de Dallas - Justin Patton - Compensation financière | [ 10 ]  |

### Joueurs qui re-signent
| Date       | Joueur       |
| ---------- | ------------ |
| 01/07/2019 | Nerlens Noel |

### Options dans les contrats
| Date       | Joueur                  | Option                                                                             |
| ---------- | ----------------------- | ---------------------------------------------------------------------------------- |
| 11/05/2019 | Patrick Patterson       | Patrick Patterson active son option joueur.                                        |
| 27/06/2019 | Nerlens Noel            | Nerlens Noel décline son option joueur.                                            |
| 18/10/2019 | Terrance Ferguson       | Oklahoma City exerce leur option d'équipe de 3 944 013 $ pour la saison 2020-2021. |
| 18/10/2019 | Shai Gilgeous-Alexander | Oklahoma City exerce leur option d'équipe de 4 141 320 $ pour la saison 2020-2021. |

## Arrivées

### Draft
| Date       | Joueur              | Provenance                   |
| ---------- | ------------------- | ---------------------------- |
| 07/07/2019 | Darius Bazley (#23) | Princeton High School (NCAA) |

### Agents libres
| Date       | Joueur                 | Provenance                                 |
| ---------- | ---------------------- | ------------------------------------------ |
| 09/07/2019 | Mike Muscala           | Lakers de Los Angeles                      |
| 12/08/2019 | Justin Patton          | 76ers de Philadelphie                      |
| 24/09/2019 | Markel Brown           | Darüşşafaka                                |
| 29/09/2019 | DeVaughn Akoon-Purcell | ESSM Le Portel                             |
| 29/09/2019 | Abdul Gaddy            | Blue d'Oklahoma City (G-League)            |
| 29/09/2019 | Myke Henry             | Ironi Nahariya                             |
| 29/09/2019 | Eric Moreland          | Raptors de Toronto                         |
| 18/10/2019 | Sedrick Barefield      | Utes de l'Utah (NCAA)                      |
| 18/10/2019 | Vincent Edwards        | Rockets de Houston                         |
| 18/10/2019 | Kadeem Jack            | Lakers de South Bay (G-League)             |
| 24/06/2020 | Luguentz Dort          | Thunder d'Oklahoma City (Two-way contract) |

### Two-way contracts
| Date       | Joueur        | Provenance                        |
| ---------- | ------------- | --------------------------------- |
| 06/07/2019 | Luguentz Dort | Sun Devils d'Arizona State (NCAA) |
| 04/09/2019 | Devon Hall    | Blue d'Oklahoma City (G-League)   |
| 12/12/2019 | Kevin Hervey  | Blue d'Oklahoma City (G-League)   |

### Joueurs supplémentaires pour la reprise à Orlando (Substitute players)
| Date       | Joueur     | Joueur remplacé                | Provenance                      |
| ---------- | ---------- | ------------------------------ | ------------------------------- |
| 27/06/2020 | Devon Hall | Ne participe pas à la reprise. | Blue d'Oklahoma City (G-League) |

## Départs

### Agents libres
| Date       | Joueur          | Nouvelle équipe¹       |
| ---------- | --------------- | ---------------------- |
| 01/07/2019 | Álex Abrines    | FC Barcelone           |
| 01/07/2019 | Jawun Evans     | Raptors 905 (G-League) |
| 01/07/2019 | Raymond Felton  |                        |
| 01/07/2019 | Markieff Morris | Pistons de Détroit     |

### Joueurs coupés
| Date       | Joueur            | Nouvelle équipe ¹       |
| ---------- | ----------------- | ----------------------- |
| 25/07/2019 | Donte Grantham    | Clippers de Los Angeles |
| 01/08/2019 | Patrick Patterson | Clippers de Los Angeles |
| 27/09/2019 | Markel Brown      |                         |
| 12/12/2019 | Devon Hall        | Blue d'Oklahoma City    |

¹ Il s'agit de l’équipe pour laquelle le joueur a signé après son départ, il a pu entre-temps changer d'équipe ou encore de pays.

### Joueurs non retenus au training camp
Liste des joueurs non retenus pour commencer la saison NBA.
| Joueur                 |
| ---------------------- |
| DeVaughn Akoon-Purcell |
| Sedrick Barefield      |
| Vincent Edwards        |
| Abdul Gaddy            |
| Myke Henry             |
| Kadeem Jack            |
| Eric Moreland          |

## Situation à la fin de saison

### Joueurs "agents libres"
| Joueur           | Fin de saison         |
| ---------------- | --------------------- |
| Danilo Gallinari | Agent libre           |
| Devon Hall       | Agent libre           |
| Kevin Hervey     | Agent libre restreint |
| Nerlens Noel     | Agent libre           |
| André Roberson   | Agent libre           |

### Options en fin de saison
| Joueur         | Fin de saison    |
| -------------- | ---------------- |
| Deonte Burton  | Option d'équipe. |
| Hamidou Diallo | Option d'équipe. |
| Mike Muscala   | Option joueur.   |
| Abdel Nader    | Option d'équipe. |